# Dyschimus chitae
Dyschimus chitae är en nattsländeart som beskrevs av Stoltze 1989. Dyschimus chitae ingår i släktet Dyschimus och familjen Pisuliidae. Inga underarter finns listade i Catalogue of Life.